# HMS Unbroken (1941)
HMS Unbroken (P42) («Анброукен», букв. «Несломленный», «Неломаемый») — британская дизельная подводная лодка типа U (третьей группы), построенная на верфи «Виккерс-Армстронг» в Барроу-ин-Фёрнесс и участвовавшая во Второй мировой войне. Единственная подводная лодка (и единственное судно КВМС Великобритании), носившая подобное имя. С 1944 по 1949 годы несла службу в составе ВМФ СССР под именем В-2.

## История службы

### Во флоте Великобритании

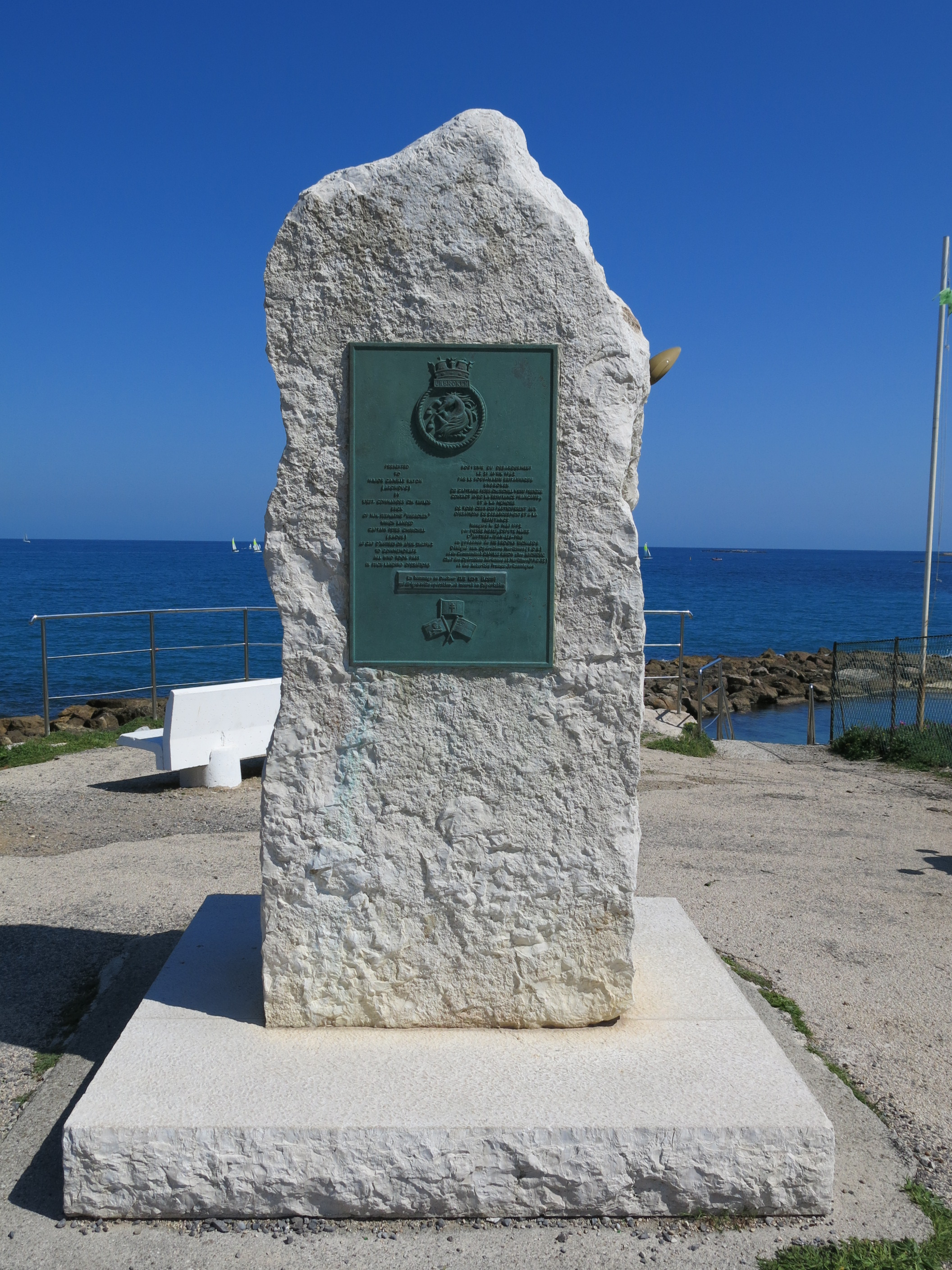
Памятник подводной лодке «Анброукен»

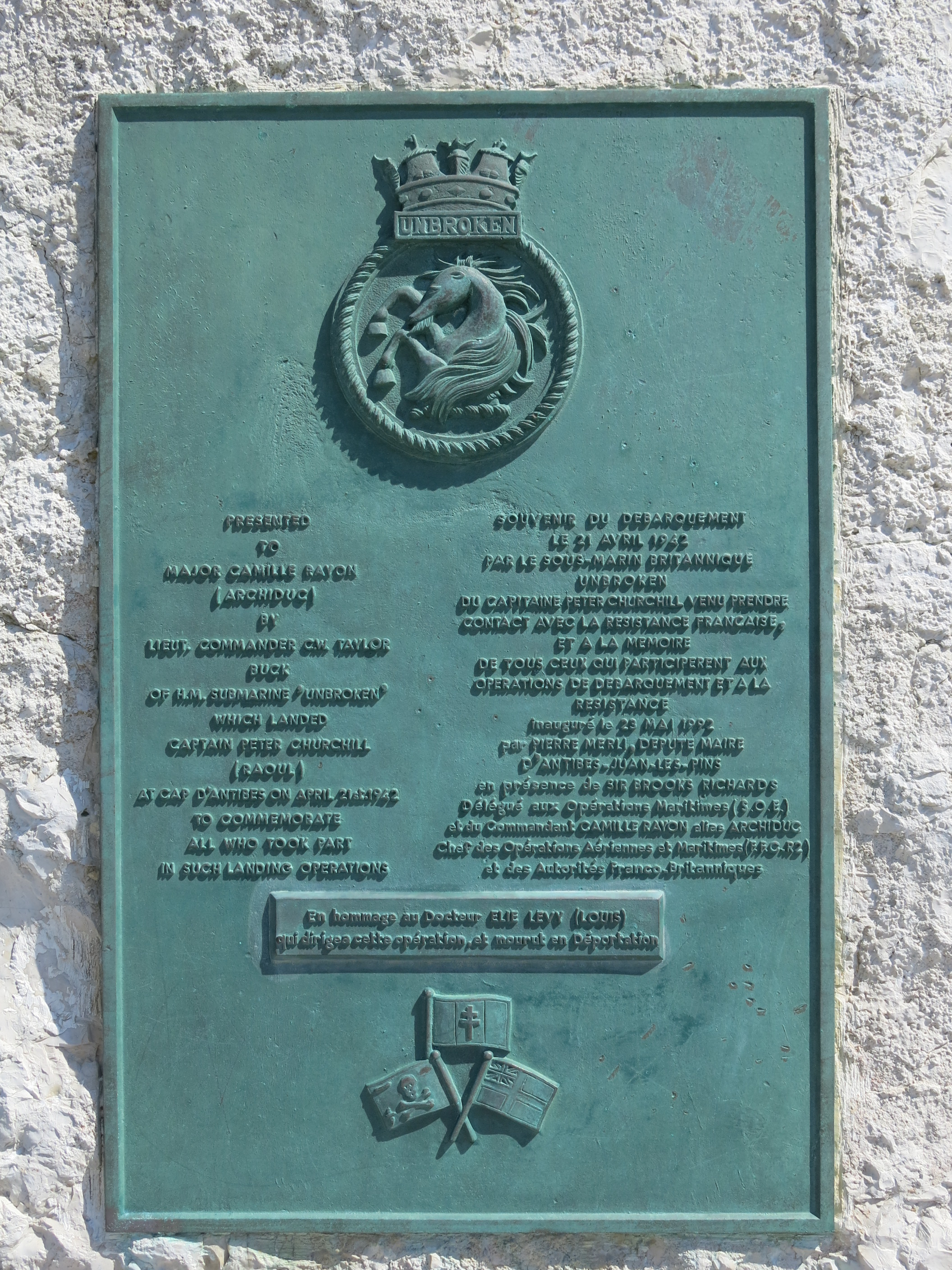
Табличка на памятнике подводной лодке «Анброукен»

Подводная лодка «Анброукен» заложена 30 декабря 1940 в Барроу (ныне Барроу-ин-Фёрнесс) на верфи Vickers Armstrong Ld. Спущена на воду 4 ноября 1941, в состав Королевского флота вошла 29 января 1942 под именем P-42. Имя получила только 1 февраля 1943. Испытания проходила в озере Холи-Лох, после чего зачислена в 10-ю флотилию подводных лодок, совершив переход из Гибралтара на Мальту. За время своей службы в Средиземноморье субмарина обеспечивала прикрытие мальтийских конвоев (операции «Гарпун» и «Пьедестал» в июне и августе 1942 года), выполняла специальные задания (высадка агентов и диверсионных групп на вражеском побережье, артиллерийские обстрелы поездов на приморских линиях железных дорог) и действовала против вражеского судоходства. Так, на юге Франции в Антибе с подлодки десантировался диверсионный отряд капитана Питера Черчилля. «Unbroken» была единственной подводной лодкой, выходивших на операции из порта Мальты, пока к ней не присоединились «United», «Unruffled» и «Unrivalled». В июле 1942 года она обстреляла участок железной дороги на итальянском побережье, перекрыв там движение на сутки, однако была атакована в ответ и получила повреждение двигателя, вернувшись на Мальту и встав на ремонт. В октябре 1942 года во время очередного похода она столкнулась с танкером и получила серьёзные повреждения, после чего вынуждена была ретироваться и снова встать на ремонт.

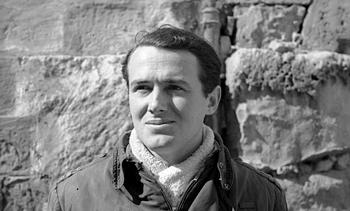
Лейтенант Алистер Марс, командир подводной лодки

С ноября 1941 по апрель 1943 года командовал подлодкой лейтенант Алистер Марс. Субмарина совершила за это время 10 походов, потопив пароход «Эдда» (6107 брт) и повредив ещё пять кораблей. Самыми значимыми целями стали крейсеры «Больцано» и «Муцио Аттендоло», повреждённые 13 августа 1942 во время операции «Пьедестал»): в случае с «Больцано» торпеда попала в топливную цистерну, у «Аттендоло» же была полностью разрушена носовая оконечность. Четыре следующих боевых похода лодкой командовал лейтенант Брюс Эндрю (один из походов осуществлён летом 1943 года в Бискайском заливе), в одном из них 22 апреля 1943 года был потоплен вспомогательный тральщик № 17 «Милано», 19 мая — буксир F-20 «Энрика» (269 брт), 21 мая — «Болонья» (5439 брт, бывший французский теплоход «Монако»).
«Unbroken» также отметился повреждениями вспомогательного корабля «Вале Фоморозо II», немецкого (ранее норвежского) танкера «Регина» и итальянского транспорта «Титания» (к северо-западу от Триполи). Последний прикрывался эсминцем «Аскари», но был потоплен подлодкой «Safari». В декабре 1943 года «Анброукен» прибыл в Портсмут, где ремонтировался до февраля 1944 года. После возвращения в строй подлодка ушла в 6-ю флотилию, проведя два боевых похода (март—апрель 1944) у берегов Норвегии под командованием Питера Ленгли-Смита. К тому моменту Италия уже вышла из войны, а Великобритания и СССР договаривались о разделе итальянского флота. На Тегеранской конференции 1943 года подлодку решили передать СССР в счёт раздела флота Италии.

### В Северном флоте ВМФ СССР
10 апреля 1944 года (по другим данным, 9 марта) подводную лодку зачислили в состав ВМФ СССР под именем «В-2». 30 мая 1944 в Розайте состоялась торжественная церемония передачи корабля советскому экипажу, прибывшему в Великобританию в составе конвоя RA-59. Подводную лодку включили в состав 7-го отдельного дивизиона Северного флота, командиром был назначен капитан 3-го ранга Николай Панов. 10 июня В-2 перешла в Данди, где начала учения под руководством британских специалистов, а за четыре дня до ухода в СССР, 22 июля командир субмарины попытался покончить с собой. Временно командовать В-2 стал командир дивизиона Александр Трипольский. 25 июля подлодка перешла в Лервик и отправилась на следующий день в Полярный, прибыв туда утром 3 августа. С 21 августа командиром субмарины  в составе 3-го дивизиона бригады подводных лодок Северного флота стал капитан-лейтенант А.С. Щёкин.
Вечером 30 сентября 1944 под обеспечением командира 3-го дивизиона, капитана 2-го ранга В.А.Иванова В-2 вышла в свой первый боевой поход под флагом СССР в рамках операции «РВ-8», занимая сектор «Б» у мыса Нордкин. Ей предстояло уничтожить конвой Lf-135-Ki, в который входили транспорт «Тюбинген», танкеры «Алгол» и «Грете», а также шесть тральщиков в качестве эскорта. Конвой появился 11 октября, и субмарина выпустила четыре торпеды с расстояния в 15 кабельтовых. На подлодке зафиксировали три слабых взрыва. Немцы наблюдали один взрыв в прибрежных скалах, но не смогли определить местоположение атакующей подлодки и сбросили три глубинные бомбы наугад, на безопасном удалении от В-2. Спустя 13 минут В-2 подвсплыла на перископную глубину, и с подлодки отметили отсутствие в уходящем караване сторожевика и тральщика.
12 октября подлодка В-2 атаковала конвой из Киркенеса, который был достаточно многочисленным, но при этом эскорт был повреждён советской авиацией. За несколько часов до похода В-2 немцы потеряли транспорт «Лумме», торпедированный подлодкой С-104. В-2 выпустила четыре торпеды по конвою: гидросамолёт заметил подлодку, но к тому моменту одна из торпед попала в борт охотника за ПЛ «UJ-1220» («KUJ-8»), который быстро затонул с 27 моряками. В некоторых источниках ошибочно называют потопленным охотник «UJ-2015» («Нойбау-228») или сторожевик «V-2015». Немцы начали преследовать подлодку: охотник «UJ-1219» в течение полутора часов гнался за советской субмариной, сбросив на неё 43 глубинные бомбы, но та вечером 14 октября прибыла в Полярный.
В конце октября 1944 года В-2 была отправлена к Тромсё, который находился в зоне оперативной ответственности союзников, но при этом в советской зоне активно действовали немецкие подлодки. Дважды (с 1 по 5 января у полуострова Рыбачий и с 26 по 30 января в район мыса Териберский - маяк Гавриловский) В-2 выходила на выполнение противолодочных заданий у входа в Кольский залив.  Около 2 часов  2 января произошел первый и единственный контакт с немецкой субмариной, но атаковать ее не удалось - цель вовремя погрузилась.
В конце октября 1944 года В-2 была направлена к Тромсё, который находился в зоне оперативной ответственности союзников. Однако в советской зоне в это время активно действовали немецкие подводные лодки.
Дважды — с 1 по 5 января у полуострова Рыбачий и с 26 по 30 января в районе мыса Териберский – маяк Гавриловский — В-2 выходила на противолодочные задания у входа в Кольский залив. Около 2 часов 2 января произошел первый и единственный контакт с немецкой субмариной, но атаковать её не удалось — цель успела погрузиться.
10 февраля 1949 подлодку вернули Великобритании, исключив её из состава ВМФ СССР 28 мая, а 9 мая 1950 разоружили и сдали на слом.